# Diversidad sexual en Mauritania

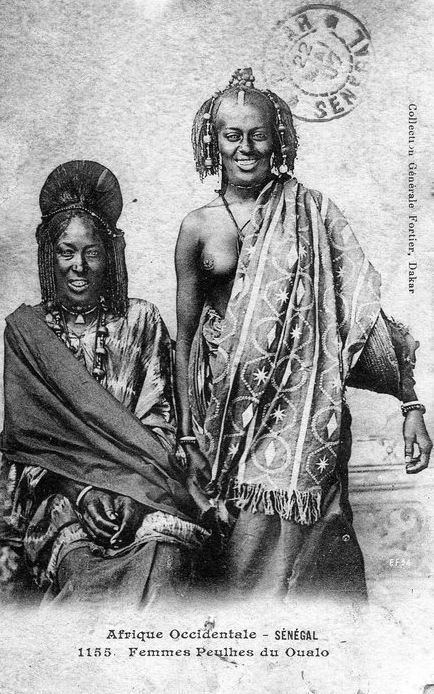
Mujeres Fulani

La diversidad sexual en Mauritania se enfrenta a ciertos desafíos legales y sociales no experimentados por otros residentes. En el medievo, la actual región de Mauritania se encontraba formando parte del extenso Imperio de Ghana. Cabe señalar que la mayoría de datos que contamos de ese periodo, son de fuentes orales recogidas por investigadores y que el tabú del sexo (y más aún el no heterosexual) dificulta enormemente recabar información que pudiera crear un relato sobre la diversidad sexogenerica en la Mauritania precolonial. No obstante, podríamos llegar a inferir toda una serie de prácticas no relacionadas con la reproducción y llevadas a cabo entre personas del mismo sexo a través de los diversos términos con los que las poblaciones precoloniales nombraban a aquellas personas que la practicaban, como pudiera ser el término gorijiggen utilizada por los Wolof (que podría traducirse en un “hombre-mujer”), haciendo referencia a aquellos hombres con prácticas no consideras desde nuestro prisma como “cis-heterosexuales”. Igualmente podremos encontrar términos semejantes por todo el continente, como el término motsoalle, qué describe la relación que pudiera haber entre las mujeres Basotho, o el término inkotshane que utilizan la tribu Shangaan para describir las relaciones de personas del mismo sexo.
A la par podemos encontrar vestigios de este tipo de prácticas en el África precolonial en las relaciones y uniones no heterosexuales que ciertas poblaciones siguen manteniendo a día de hoy, como pudieran ser los Ndeblee y Shona en Zimbabue, los Zande en Sudán y en el Congo, los Nupe en Nigeria.
Otro remanente de las prácticas no heterosexuales en el contexto africano, es la aceptación del sexo intercrural entre personas del mismo sexo en varias poblaciones. Esta práctica no es solo un elemento marginal, si no es parte central de la educación sexoafectiva de los jóvenes de varias regiones tribales, denominadose hlobonga en la población Zulú, ukumetsha entre los Xhosa y gangisa entre los Shangaan.

### Invasión por parte del Imperio Almorávide
Cabe destacar igualmente, la importancia que tuvo sobre la región la invasión almorávide, que anexiono la región a su imperio en 1076, generándose unas castas de aristócratas o kewri y otras de poblaciones sirvientes/esclavizadas o haratin.
Y pese a que con la llegada del discurso del islam, que penaba y sancionaba toda relación sexual alejada de la procreación (basándose para ello en el mito de la Gente de Lot), se podía observar dentro de estas castas aristócratas como se seguía manteniendo, al igual que en otras regiones del imperio, prácticas entre los nobles y sus pupilos, donde la interacción y las prácticas sexuales entre ellos marcaban la transición a su edad adulta. Ejemplo de ello es la literatura heredera de ese periodo, donde el tema del “amor por los muchachos” era recurrente en la lírica de la época, siendo en esta era central la amatoria hacia los jóvenes efebos.
Si nos remitimos a las prácticas entendibles actualmente como lésbicas dentro del imperio, apenas encontramos referencias entre la bibliografía consultada, vinculándose principalmente a las elites sociales o a las prácticas que pudiesen darse en los harenes.

## Colonización francesa
El inicio de la colonización de Mauritania en 1902 por parte de Francia, gestó la idea de relación sexual natural y sana que conocemos a día de hoy. Aunque Francia había dejado de penar la homosexualidad tras la Revolución Francesa en 1791, se seguía entendiendo y asumiendo que la relación legítima pasaba por el coitocenetrismo con todas sus atribuciones (procreativa, genital, monógama, en el matrimonio, naturalizada, mediando el amor, heterosexual,…). Dicho discurso se fue afianzando en la región, dado que la misión que tenía Francia sobre estas regiones no era meramente una expansión territorial o económica, pretendían llevar su modelo cultural y cosmológico a dichas regiones, para de esta forma permitir que “progresasen”, hacia lo que consideraban una sociedad tan avanzada como la suya propia.
También cabe destacar que este discurso se fue intensificando en la propia metrópoli, llegando a su apogeo durante el Gobierno de Vichy, cuando las relaciones entre personas del mismo sexo o lo trans volvió a ser penado. Podemos ejemplificar el impacto que dicho discurso tuvo en sus colonias, cuando tras la independencia en gran parte de ellas la homosexualidad se empezó a contemplar como un acto ilegal, a perseguir y sancionar en sus diferentes marcos jurídico.

## Mauritania independiente

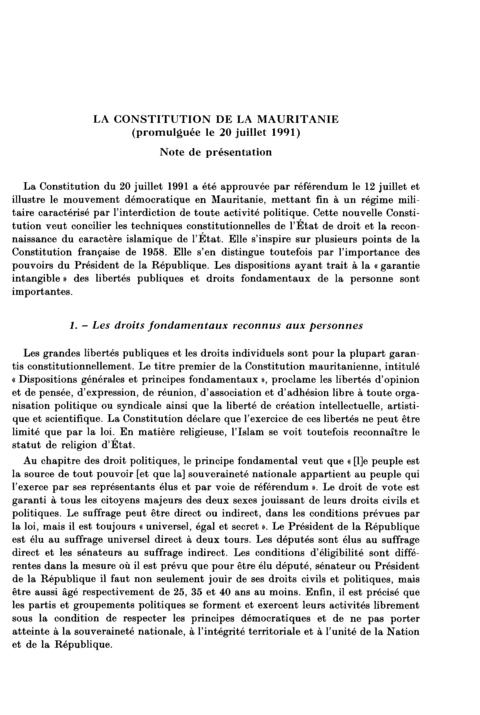
Parte de la Constitución de Mauritania de 1991

El 28 de noviembre de 1960 se proclama definitivamente la independencia de Mauritania, fundándose la capital en Nuakchot. La Constitución de Mauritania de 1991 denomina al país como república islámica bajo un sistema semipresidencialista. Cabe destacar que el país desde el inicio de su democracia, no ha ratificado la mayoría de acuerdos de la ONU en materia de DDHH, igualmente fue el último país en declarar ilegal la esclavitud, en 1981. Al respecto de este tema diversos medios y organizaciones denuncian, que las prácticas esclavistas se siguen practicando en la clandestinidad o a través de formas más modernas de la misma, sobre todo en aquellas personas que proceden de familias previamente esclavizadas o haratines.

### Ordenamiento jurídico
Como país teocrático y musulmán, Mauritania se rige bajo la sharia, que es la única fuente de derecho con arreglo a la Constitución. Y pese a que en su ordenamiento jurídico nacional se consagra la prohibición de todas las formas de discriminación racial o étnica y se reconocen los derechos civiles y políticos de los ciudadanos, al igual que sus derechos económicos y sociales, esta misma prohíbe las relaciones homosexuales y cualquier otra relación contra natura que sea contraria a los principios y valores musulmanes, podemos observarlo según una traducción no oficial del artículo 308 del Código Penal de 1983:
"Cualquier hombre musulmán adulto que cometa un acto impudente o antinatural con un individuo de su mismo sexo se enfrentará a la pena de muerte por lapidación pública." 
El texto oficial del artículo 308 en francés dice: 
"Tout musulman majeur qui aura commis un acte impudique ou contre nature avec un individu de son sexe ser puni de peine de mort par lapidation publique".
Cabe señalar que pese a que la pena de muerte siga vigente en Mauritania, existe una moratoria de facto sobre la pena de muerte y no se han llevado a cabo ejecuciones desde 1987, según la administración mauritana.
En estas regiones también se han reportado casos de violaciones correctivas a mujeres lesbianas o bisexuales o a hombres trans. Igualmente, de conformidad con la ley (art. 309 del Código Penal), la violación está tipificada como delito no obstante diversas organizaciones han comprobado que durante la investigación no se garantiza la privacidad o la confidencialidad de las investigadas y en contadas ocasiones se permite la opción de interactuar con agentes de su mismo género, permitiendo que en muchas ocasiones en vez de presentarse un procesamiento por parte de las autoridades como un caso de “zina” (adulterio) y no de violación. Otros elementos que generan violencias en estos cuerpos son el nulo acceso a asistencia legal, sanitaria y el escaso apoyo social.

La ONU por su parte recuerda en su segundo informe periódico del 2017 sobre el Pacto Internacional de Derechos Civiles y Políticos refiere en relación con las sanciones que el gobierno mauritano genera sobre la realidad de las personas no cisheteorsexuales: 

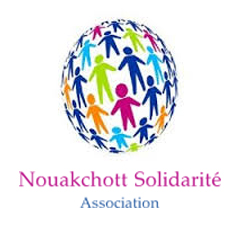
Logo de la asociación Nouakchott Solidarité

“El Comité respeta la diversidad de las culturas y de los principios morales de todos los países, pero recuerda que estos están siempre subordinados a los principios de la universalidad de los derechos humanos y la no discriminación (observación general núm. 34 (2011) relativa a la libertad de opinión y libertad de expresión, párr. 32). Por consiguiente, el Estado parte debe despenalizar la homosexualidad y adoptar las medidas necesarias para proteger la libertad y la vida privada de la persona.” 
También realiza un claro alegato en contra de la pena de muerte: 
“El Estado parte debe estudiar la posibilidad de abolir la pena de muerte y ratificar el Segundo Protocolo Facultativo del Pacto Internacional de Derechos Civiles y Políticos, destinado a abolir la pena de muerte. El Estado parte debe velar por que la pena de muerte no se imponga, bajo ninguna circunstancia, en violación de las garantías previstas en el artículo 6 del Pacto.” 

### Activismo LGTBIQ+
Gracias al cierto espacio de militancia que le permitía la Universidad de Nuakchot, Lamine Draman, creó en el 2015 la asociación “Nouakchott Solidarité”, en cuyo manifiesto fundacional habla de las violencias interseccionales que viven muchos miembros de la comunidad LGTBIQ, al encontrarse dentro de algún determinado grupo racial o pertenecer a esas antiguas familias esclavizadas, y la necesidad por ende de no solo combatir la LGTBIQfobia estatal, si no el racismo estructural que sigue dividendo la sociedad en castas.
Igualmente manifiestan las violencias que a menudo la comunidad sufre por parte de sus propias familias o personas más cercanas y la necesidad de realizar acciones para la prevención del VIH y por los derechos de las personas convivientes con el virus, dado que los miembros del colectivo son quienes más lo sufren. Esto se da tanto por la falta de acceso a tratamientos adecuados, como por el miedo a ser juzgados o detenidos (por la asociación que se hace de la transmisión a relaciones entre personas del mismo sexo), lo que provoca que no pidan ayuda sanitaria.